# クリスティアン・ヴェルナー
クリスティアン・ヴェルナー（Christian Werner、1892年5月19日 - 1932年6月17日）は、1920年代のドイツのレーシングドライバーである。ダイムラー社（Daimler Motoren Gesellschaft、DMG）、ダイムラー・ベンツ社のワークスドライバーとして知られる。

## 経歴
1911年12月15日にダイムラー社に整備士兼運転手として働き始める。その後、最終検査部門でマスタードライバーに認定された。

### レーシングドライバー
第一次世界大戦後の1920年代になって同社のワークスドライバーとしてレースに参戦するようになる。
1922年タルガ・フローリオの頃にはメルセデスチームのエースと目され、このレースではスーパーチャージャーを搭載したメルセデスを駆って8位でチェッカーを受けた。1923年にはインディ500にも参戦して、完走を果たす。

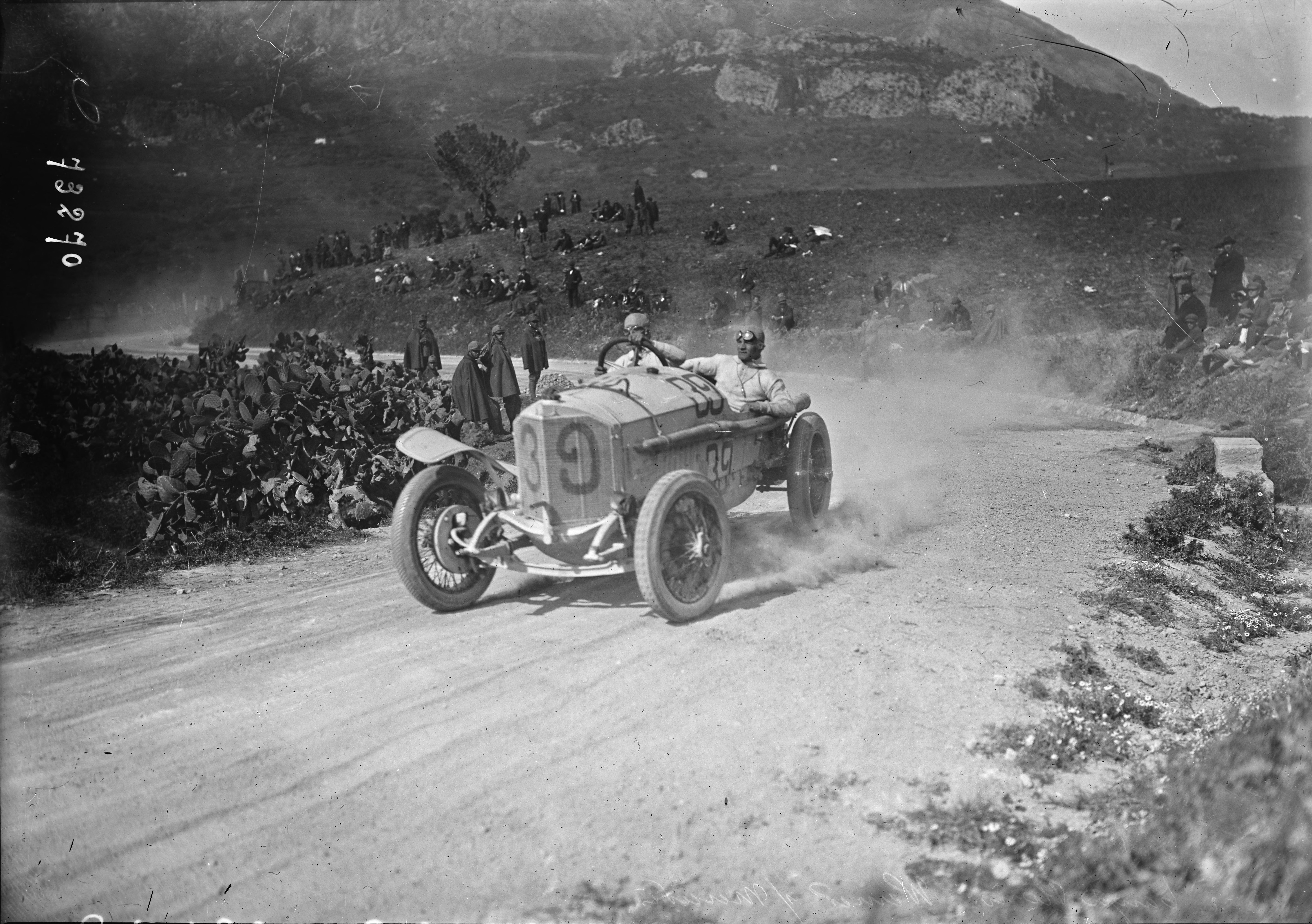
1922年タルガ・フローリオでメルセデスを駆るヴェルナー。

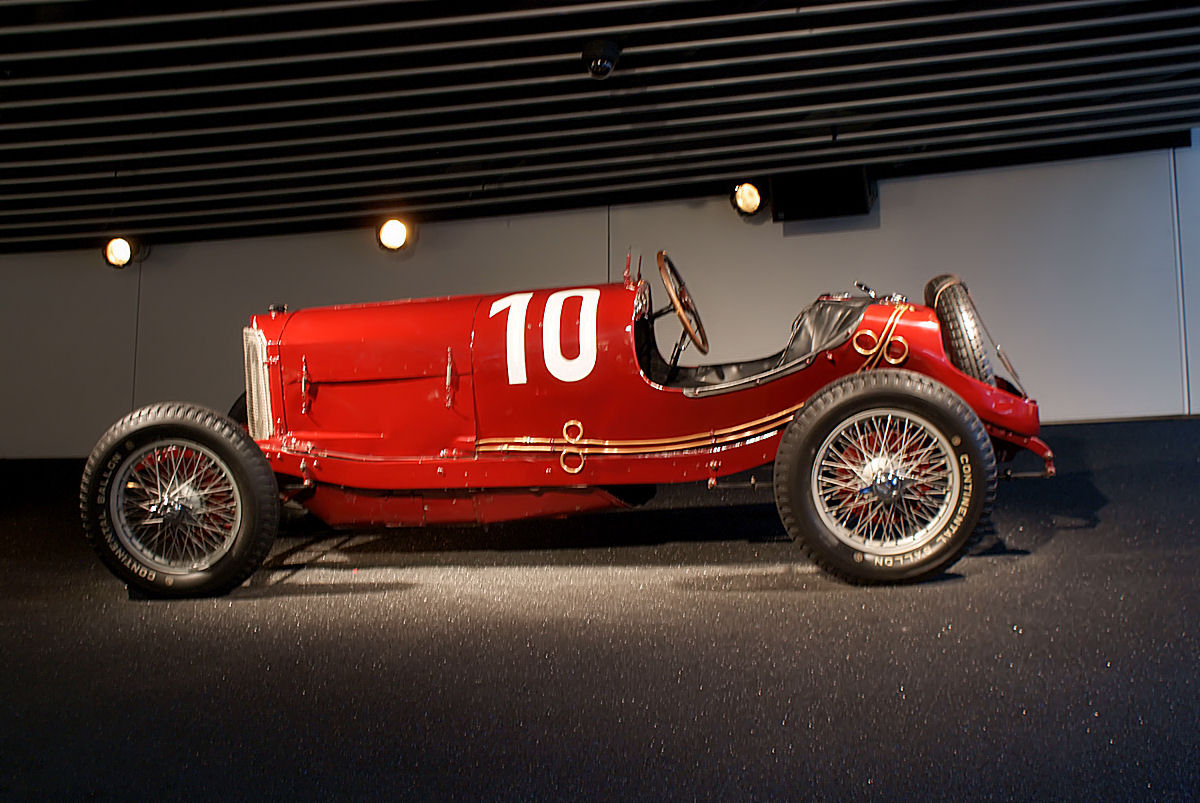
1924年タルガ・フローリオ優勝車

インディ500で使用した車両は翌1924年のタルガ・フローリオでも使用されることになり、同時に開催されたコッパ・フローリオとともに、ヴェルナーは両レースで優勝した。この「完全勝利」はダイムラーにとって「敵地」であるイタリアで挙げたものであり、同社にとって大きな勝利となる。
この時期にダイムラーに入社した新人ルドルフ・カラツィオラがレースチームへの加入を希望し、ヴェルナーはそのトライアルとなる走行の監督を務め、結果、その走りを高く評価した。1928年のドイツグランプリ（ニュルブルクリンク）では、そのカラツィオラとメルセデス・ベンツ・SS（W06）のステアリングを共有し、優勝する。

青いオーバーオールを着た背の高いやせた男が現われた。ヴェルナー氏であった。（中略）彼の長い悲しそうな顔には大きな鼻とくぼんだ目がついており、決して笑うことがないような印象をうけた。
—ルドルフ・カラツィオラ（1923年6月）

ヴェルナーはヒルクライムレースでも活躍し、1925年に開催された第1回フライブルク-シャウインスラントヒルクライムレース（1984年まで続く伝統のレースとなる）で優勝し、1927年までに3連覇を果たした。

### 1928年ドイツGP
1928年ドイツグランプリの勝利もまた、ヴェルナーのレースでよく知られるもののひとつである。
ニュルブルクリンクで開催されたこのレースは事故による死亡者や負傷者が続出した激しいものとなった。ヴェルナーも顔にかかったオイルで目を傷めたことと、あまりにも固いステアリングによって肩を脱臼してしまったため、レース途中でピットインして自身の車をヴィリー・ウォルブに譲る事態となっていた。ヴェルナーが肩の手当てをしていると、カラツィオラもピットインしてきて、カラツィオラは酷暑のレースで異常過熱したペダルによって足の裏をやけどしたことと、熱中症が疑われたことで一時離脱することを余儀なくされた。ここで、チーム監督であるアルフレート・ノイバウアーが賞金を交渉材料としてヴェルナーを説き伏せ、ヴェルナーはカラツィオラの車を引き継いでレースに復帰することを承諾した。負傷した肩を吊った状態のヴェルナーは怪我を負ったカラツィオラと交代しつつ走り切って優勝し、このレースでメルセデスチームは表彰台を独占するとともに、1926年の第1回大会からこの第3回大会まで、ドイツグランプリの3連覇を達成した。

### 死去
1929年の世界恐慌の影響によりダイムラー・ベンツはレース活動を縮小していき、ヴェルナーには他社からの引き抜きの声がかかるようになった。しかし、ヴェルナーはそれらを断り同社に留まった。そんな折、1932年に喉頭癌により死去した。

## レース戦績

### インディアナポリス500
| 年     | シャシー   | エンジン   | スタート | フィニッシュ |
| ------ | ---------- | ---------- | -------- | ------------ |
| 1923年 | メルセデス | メルセデス | 15       | 11           |

### ル・マン24時間レース
| 年     | チーム                 | コ・ドライバー         | 使用車両               | クラス | 周回 | 総合順位 | クラス順位 |
| ------ | ---------------------- | ---------------------- | ---------------------- | ------ | ---- | -------- | ---------- |
| 1930年 | ルドルフ・カラツィオラ | ルドルフ・カラツィオラ | メルセデス・ベンツ・SS | 8.0    | 85   | DNF      | DNF        |